# 쥬브나일 (2000년 영화)
《쥬브나일》(ジュブナイル, Juvenile)은 일본에서 제작된 타카시 야마자키 감독의 2000년 가족, SF 영화이다. 카토리 싱고 등이 주연으로 출연하였고 아베 슈지 등이 제작에 참여하였다.

## 출연

### 주연
- 카토리 싱고
- 사카이 미키
- 스즈키 안
- 엔도 유야
- 유키
- 시미즈 쿄타로

### 조연
- 타카하시 카츠미
- 아사기 쿠니코
- 사쿠라 킨조
- 마츠오 타카시
- 하야시바라 메구미
- 츠노가에 카즈에
- 타케노 테루오

## 기타
- 조명: 우에다 나리유키